# Far East Movement
Far East Movement er en Electronica/Hip Hop-gruppe fra USA og er mest kendt for deres hitsang "Like a G6".
| Musikgruppe | Spire Denne artikel om en amerikansk musikgruppe er en spire som bør udbygges. Du er velkommen til at hjælpe Wikipedia ved at udvide den. |